# Жибурт, Евгений Борисович
Жибурт, Евгений Борисович — российский врач, учёный-медик, Главный трансфузиолог ФГУ «Национальный медико-хирургический
центр имени Н. И. Пирогова» Министерства здравоохранения РФ, председатель Совета Российской ассоциации трансфузиологов (РАТ), профессор (2000).

## Образование
Получил медицинское образование в Военно-медицинской академии в Санкт-Петербурге.
Доктор медицинских наук (1995). Академик РАЕН.

## Деятельность
Был Главным трансфузиологом Вооруженных Сил России. Работал директором Центра крови Росздрава РФ.
В настоящее время:
- Главный трансфузиолог Национального медико-хирургический центра имени Н. И. Пирогова в Москве.
- Заведующий кафедрой трансфузиологии и проблем переливания крови Института усовершенствования врачей Национального медико-хирургического центра им. Н. И. Пирогова.

Член Рабочей группы по гемотрансмиссивным инфекциям Международного общества переливания крови. Председатель Координационного совета служб крови государств - участников СНГ.
Член Американской ассоциации банков крови (American Association of Blood Banks).
Член Международного общества переливания крови (International Society of Blood Transfusion).
Председатель Совета Общероссийской общественной организации "Российская ассоциация трансфузиологов".
Автор многочисленных статей, монографий, учебника по трансфузиологии.

## Научные интересы
Безопасность крови, компонентов и препаратов крови, лабораторная диагностика, клиническая иммунология, организация и управление банками крови и плазмы.

## Избранная библиография
- Жибурт Е.Б. Вопросы и ответы для аттестации трансфузиологов.- М.: Национальный медико-хирургический центр имени Н.И. Пирогова, 2015.- 80 с.
- Жибурт Е.Б., Мадзаев С.Р., Шестаков Е.А., Вергопуло А.А. Менеджмент крови пациента.- М.: Национальный медико-хирургический центр имени Н.И. Пирогова, 2014.- 64 с.
- Жибурт Е.Б., Шестаков Е.А., Вергопуло А.А., Кузьмин Н.С. Правила и протоколы переливания крови.- М.: Национальный медико-хирургический центр имени Н.И. Пирогова, 2014.- 32 с.
- Жибурт Е.Б., Мадзаев С.Р. Заготовка и переливание тромбоцитов. Руководство для врачей.- М.: РАЕН, 2013.- 376 с.
- Жибурт Е.Б. Подогревание крови и инфузионных растворов. Руководство для врачей.- 2-е изд.- М.: РАЕН, 2012.- 72 с.
- Жибурт Е.Б. Трансфузиологический словарь. Руководство для врачей.- М., РАЕН, 2012.- 319 с.
- Жибурт Е.Б., Шестаков Е.А. Правила и аудит переливания крови. Руководство для врачей.- М., РАЕН, 2010.- 347 с.
- Жибурт Е.Б., Баховадинов Б.Б. Больничный трансфузиологический комитет.- Душанбе: Мир полиграфии, 2010.- 277 с.
- Жибурт Е.Б. Связанное с трансфузией острое повреждение легких (ТРАЛИ).- М.: Национальный медико-хирургический центр имени Н.И. Пирогова, 2010.- 64 с.
- Жибурт Е.Б. Бенчмаркинг заготовки и переливания крови. Руководство для врачей.- М.: РАЕН, 2009.- 364 с.
- Жибурт Е.Б. Правила переливания плазмы. Руководство для врачей.- М.: Медицина, 2008.- 240 с.
- Жибурт Е.Б. Трансфузиология: учебник.- СПб: Питер, 2002.- 736 с.
- Шевченко Ю.Л., Жибурт Е.Б. Безопасное переливание крови.- СПб.: Издательство «Питер», 2000.- 320 с.

## Награды
В 1998 году удостоен почётного звания «Заслуженный рационализатор Российской Федерации».